# Polskie Stronnictwo Chrześcijańskiej Demokracji
Polskie Stronnictwo Chrześcijańskiej Demokracji (PSChD; Christlich-Demokratische Partei Polens), auch Chrześcijańska Demokracja (Christliche Demokratie) oder kurz Chadecja genannt, war eine polnische politische Partei, die 1919 aus mehreren christdemokratischen Gruppierungen Galiziens, Kongresspolens, Schlesiens und Großpolens mit Wojciech Korfanty an der Spitze gegründet wurde.
Die Chadecja nahm an den Parlamentswahlen 1922 im Rahmen des Chrześcijański Związek Jedności Narodowej (ChZJN; Christlichen Verband der Nationalen Einheit) zusammen mit dem nationaldemokratischen Volksnationalen Verband (ZLN) sowie kleineren konservativen, nationalistischen und christlichen Parteien teil. Der Verband bekam insgesamt 29 Prozent der Stimmen, die PSChD erhielt 44 der 444 Sitze im Sejm und 7 von 111 im Senat. 1923 und 1926 bildete sie zusammen mit PSL Piast die Regierung Polens. Nach dem Maiputsch 1926 zerfiel sie in drei Fraktionen. 
Zur Parlamentswahl 1928 trat sie zusammen mit der PSL Piast als Polnischer Katholischer Block an und erhielt noch 16 Sitze im Sejm, 6 im Senat. 1929 wurde sie ein Teil des Centrolew-Blocks, der linke und zentristische Opposition (u. a. Polnische Sozialistische Partei, Bauernpartei, PSL Piast und Wyzwolenie) gegen Piłsudskis Sanacja-Regime vereinte. Im Rahmen von Centrolew kam die PSChD bei den Wahlen 1930 auf 14 Sejm- und 2 Senatssitze.
1934 unterstützte die Lemberger Fraktion die Sanacja. Der Korfanty-Flügel schloss sich hingegen 1936 der von Ignacy Jan Paderewski im Schweizer Exil initiierten Front von Morges zum Sturz von Piłsudskis autoritärem Regime an. Im Oktober 1937 fusionierte die Chadecja mit der Nationalen Arbeiterpartei (NPR) von Karol Popiel und dem Verband der Anhänger Józef Hallers zur Stronnictwo Pracy (Partei der Arbeit).
Bei der ersten freien Wahl zum Seim nach dem Sturz der kommunistischen Herrschaft trat unter dem Namen „Chrześcijańskiej Demokracji“ ein Wahlbündnis aus Chrześcijańsko-Demokratyczne Stronnictwo Pracy, Chrześcijańska Partia Pracy und Polskie Forum Chrześcijańsko-Demokratyczne an, das fünf Sitze errang. Am Ende der Wahlperiode bestand die parlamentarische Gruppe aus sechs Abgeordneten und wurde von Józef Hermanowicz geleitet.